# Гейбуллаева, Арзу Гейбулла кызы
Арзу Гейбуллаева (Арзу Гейбулла; азерб. Arzu Qeybullayeva, Arzu Qeybulla; род. 1 августа 1983, Баку) — азербайджанский колумнист, блоггер и журналист ряда изданий, в частности «Аль-Джазира», Foreign Policy и «Агос». Включена Би-би-си в список 100 Women («100 женщин») 2014 года.
Поддерживает мирное урегулирование карабахского конфликта. Её позиция по карабахскому конфликту и сотрудничество с армянской газетой «Агос» стали причиной травли и угроз в её адрес. В связи с этим она вынужденно проживает в Стамбуле.

## Биография
Родилась 1 августа 1983 года в Баку. Её отец профессор, ректор и бывший советник премьер-министра Турции Гейбулла Гейбуллаев.
Гейбуллаева получила степень бакалавра международных отношений в Билькентском университете в Анкаре, после чего училась в Лондонской школе экономики и политических наук, где получила степень магистра в области глобальной политики.
Карьеру исследователя Гейбуллаева начала в Oxford Business Group в Лондоне. Участвовала в различных проектах в Африке и Азии, проводила анализ рынка Ливии. Работала в Национальном демократическом институте по международным вопросам в Баку. Работая в институте, сотрудничала с азербайджанскими политиками и общественными деятелями.
С 2007 года работает в Стамбуле в аналитическом центре Европейская инициатива стабильности. В сентябре 2008 года начала вести свой блог под названием «Flying Carpets and Broken Pipelines». С 2009 года пишет для аналитического центра Osservatorio Balcani e Caucaso, базирующегося в Италии. В 2009 году начала заниматься журналистикой, написав совместный репортаж с журналистом из Армении о жизни грузинского посёлка, где мирно сосуществуют армяне и азербайджанцы.
С 2011 года — содиректор организации Imagine Center for Conflict Transformation, которая пытается наладить диалог между армянами и азербайджанцами. Является главным редактором интернет-издания Neutral Zone, которое способствует культурному и социальному взаимодействию, а также разрешению конфликтов между армянами и азербайджанцами.
С 2013 года Гейбуллаева пишет для армянской газете «Агос», издающейся в Стамбуле. В издание она занимается освещением событий в Азербайджане и азербайджано-турецких отношений. В том же году она стала младшим научным сотрудником американского аналитического центра Исследовательский институт внешней политики. После начала сотрудничества с армянской газетой «Агос» в ряде СМИ Азербайджана и социальных сетях началась травля журналистки и обвинения её в предательстве и «космополитизме», в связи с чем, она в 2014 году покинула страну и переехала в Стамбул.
В 2014 году она была включена в список 100 Women («100 женщин») по версии Би-би-си. Становилась обладателем журналистской стипендии Вацлава Гавела на Радио «Свобода» в Праге.
Проживает в Стамбуле. Владеет английским, азербайджанским, турецким и русским языками.

## Взгляды
Критикует власти Азербайджана за нарушения прав человека в стране. В 2014 году подписала совместное письмо деятелей Азербайджана и Армении с требованием прекращения боевых действий в Карабахе.
За сотрудничество с армянской газетой «Агос» Гейбуллаева получала в свой адрес многочисленные угрозы в социальных сетях от пользователей из Азербайджана. В интервью изданию Global Voices она заявила, что её заклеймили как «предательницу» и угрожают смертью не только ей, но и членам семьи. В декабре 2020 года Европейская федерация журналистов сообщила, что Гейбуллаевой начали угрожать после публикации материала в издании AzLogos, где утверждалось, что она якобы не уважает жертв Карабахской войны. В связи с угрозами Гейбуллаева не посещает Азербайджан, оставаясь жить в Турции.
Угрозы в её адрес осудил ПЕН-клуб и его дочерние организации в Англии и США. ПЕН-клуб призвал правительства Азербайджана и Турции «обеспечить её безопасность и расследовать все угрозы насилия в её адрес». Организация Index on Censorship также осудила угрозы и призвала «международное сообщество оказать давление на Азербайджан, дабы он уважал свободу слова».
История Гейбуллаевой стала одним из сюжетов документального фильма «Тёмное место».